# Целих Федот Павлович
Федот Павлович Целих (2 березня 1896, село Владимировка Акмолінської області, тепер Республіка Казахстан — жовтень 1982, місто Київ) — радянський діяч, голова Північно-Казахстанського обласного виконавчого комітету. Депутат Верховної Ради СРСР 1-го скликання (1937—1938).

## Біографія
У 1915—1917 роках служив фельдфебелем в російській армії. Учасник Першої світової війни.
Член РКП(б) з 1919 року.
У 1919 році служив у Червоній армії, з 1919 по 1921 рік — у частинах особливого призначення надзвичайної комісії (ВЧК).
У 1921 році працював інструктором культурно-пропагандистського відділу Атбасарского повітового комітету РКП(б) Акмолінської губернії.
У 1921—1922 роках — голова виконавчого комітету Атбасарської повітової Ради.
У 1922—1923 роках — відповідальний секретар Атбасарского повітового комітету РКП(б) Акмолінської губернії.
У 1923—1924 роках — завідувач торгово-заготівельного відділу Акмолінської губернської Спілки споживчої кооперації.
У 1924—1925 роках — завідувач організаційного відділу Акмолінського губернського комітету РКП(б).
У 1925 році — завідувач Акмолінського губернського управлінням сировинних заготівель.
У 1925—1929 роках — студент Московського комуністичного університету ім. Свердлова.
У 1929—1930 роках — завідувач Кустанайського окружного відділу торгівлі.
У 1930—1931 роках — відповідальний секретар Федорівського районного комітету ВКП(б) Казакської АРСР.
У 1931—1932 роках — відповідальний секретар Талди-Курганського районного комітету ВКП(б) Казакської АРСР.
У 1932—1933 роках — завідувач відділу робітничого постачання та збуту Казакської крайової Ради профспілок. У 1933 році — заступник голови Казакської крайової Ради профспілок.
У 1933—1935 роках — голова Карагандинської обласної Ради профспілок.
У 1935—1937 роках — 1-й секретар Петропавловського міського комітету КП(б) Казахстану.
У серпні 1937 — червні 1938 року — голова виконавчого комітету Північно-Казахстанської обласної Ради в місті Караганді. Цей період відзначений входженням до складу особливої трійки, створеної за наказом НКВС СРСР від 30 липня 1937 року і активною участю в сталінських репресіях.
29 червня 1938 року був заарештований і Особливою Нарадою НКВС СРСР в жовтні 1940 року за статтями 58-1, 58-8, 58-11 КК РРФСР засуджений до 8 років таборів. Пізніше, термін ув'язнення був продовжений. Звільнений з ув'язнення у жовтні 1955 року.
Реабілітований Верховним судом СРСР за відсутністю складу злочину.
У 1955—1958 роках — обліковець-експедитор цегляного заводу в місті Бронниці Московської області.
У 1958—1961 роках — начальник Кусимовського лісозаготівельного цеху Управління комунального господарства Башкирської АРСР.
З 1961 року — персональний пенсіонер союзного значення. Помер у місті Києві на початку жовтня 1982 року.

## Нагороди
- орден «Знак Пошани»
- медалі